# Luis Manuel Seijas
Luis Manuel Seijas Gunther, mais conhecido como Luis Manuel Seijas ou simplesmente Seijas (23 de junho de 1986), é um ex-jogador venezuelano que atuava como meia.

## Internacional

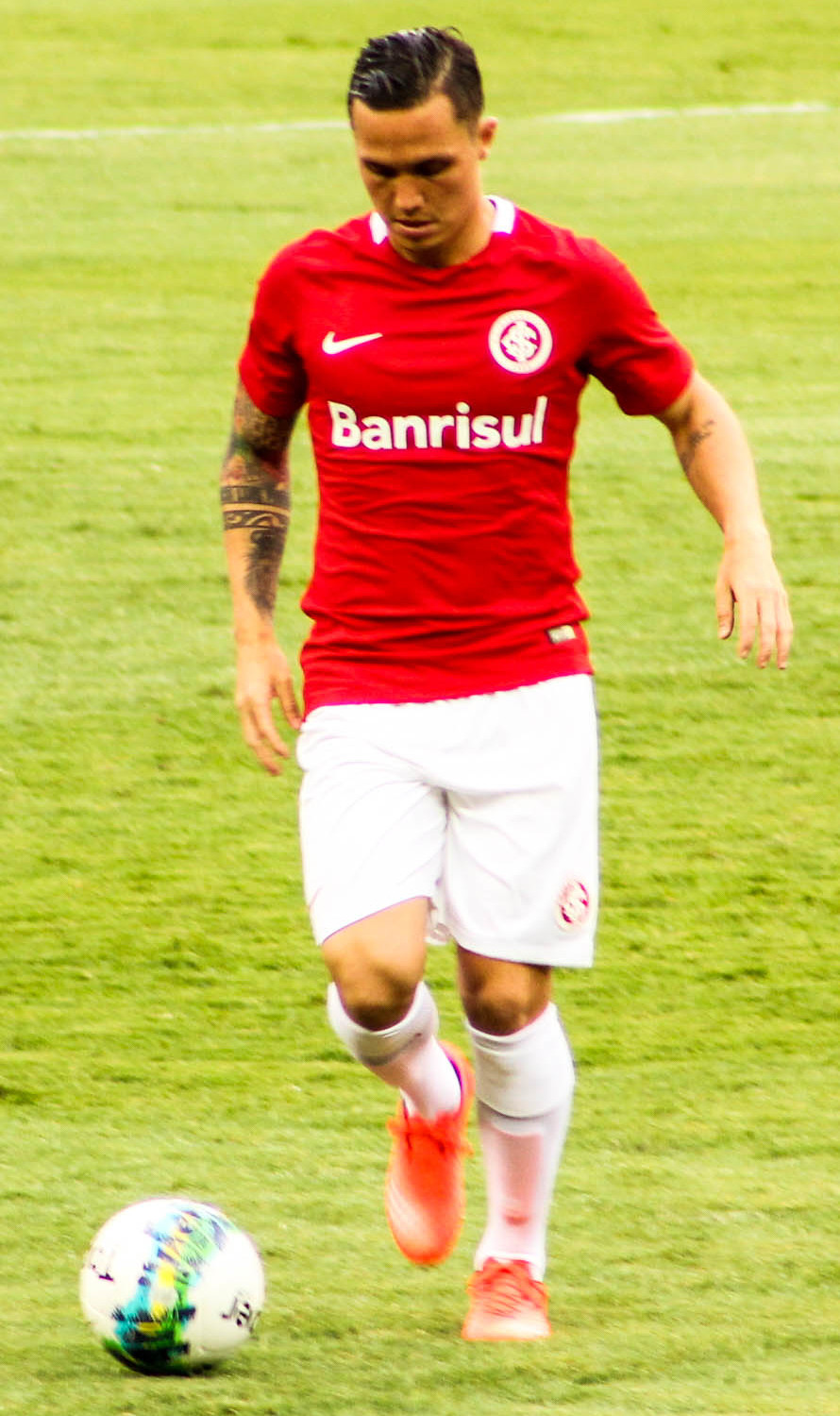
Seijas em ação pelo Inter

Em 23 de Maio de 2016, Seijas chega ao Internacional, esperado por muitos para ser o substituto de D'Alessandro, Seijas não conseguiu se firmar no clube, acabou indo parar no banco de reservas, e mais tarde foi emprestado para a Chapecoense.

## Chapecoense
Seijas disputa a temporada de 2017 pela Chapecoense, na qual teve um bom começo, porém logo foi para o banco de reservas novamente, pelo fato de Vagner Mancini optar por usar três volantes em sua escalação, também porque Seijas estava a deixar o meio-campo da Chapecoense ''muito lento'', por causa disso logo a Chapecoense pediu a contratação do meia Marquinhos também do Internacional para dar velocidade ao setor. Após uma lesão no joelho de Seijas, ele retorna ao Internacional, devido a Chapecoense não ter mais interesse no jogador.

## Retorno ao Internacional
De volta ao Internacional, o clube manifestou não ter interesse em contar com Seijas para a temporada de 2018, após varias negociações para a venda de Seijas para o futebol da Colômbia sem sucesso, a direção do Internacional tentou uma rescisão de contrato na qual se resultou inexitosa, Seijas alega que não tem interesse de deixar o clube por meio de rescisão. Posteriormente, em 15 de junho de 2018, o clube anunciou a rescisão de Seijas com o Inter.

## Santa Fe
Depois de rescindir com o Inter, Seijas retornou ao Santa Fe da Colômbia, onde terá sua terceira passagem pelo clube onde é ídolo.

## Títulos
Santa Fe
- Copa Colômbia: 2009
- Copa Sul-Americana: 2015

Internacional
- Recopa Gaùcha: 2017

## Prêmios
- Equipe Ideal da América: 2015